# اسفیچ
اسفیچ روستایی در دهستان فخررود بخش قهستان شهرستان درمیان استان خراسان جنوبی ایران است. بر پایه سرشماری عمومی نفوس و مسکن در سال ۱۳۹۰ جمعیت این روستا ۳۱۹ نفر (در ۱۰۰ خانوار) بوده است.